# Елин Хилдебранд
Елин Хилдебранд (на английски: Elin Hilderbrand) е американска писателка на произведения в жанра любовен роман.

## Биография и творчество
Елин Хилдебранд е родена на 17 юли 1969 г. в Бостън, Масачузетс, САЩ. Има брат близнак. Отраства в Колиджвил, Пенсилвания. Когато е на 16 години, баща ѝ умира в самолетна катастрофа. Завършва гимназия „Метактон“. Следва в университета „Джонс Хопкинс“. След дипломирането си работи в областта на издателската дейност и като учителка в Ню Йорк.
През 1993 г. се премества от Колиджвил в Нантъкет, за да работи като рекламист в местния вестник. През 1995 г. се омъжва за Чип Кънингам, с когото имат три деца. В Нантъкет започва да пише. Завършва курса по творческо писане в литературната работилница към университета на Айова.
Първият ѝ роман „Плажният клуб“ (The Beach Club) е издаден през 2000 г.
Повечето ѝ произведения са ситуирани в Нантъкет и са свързани летните приключения там, поради което често е наричана „кралицата на летния роман“.
През 2014 г. е диагностицирана с рак на гърдата и се възстановява след двойна мастектомия.
Елин Хилдебранд живее със семейството си в Нантъкет, където има голяма българска общност.

## Произведения

### Самостоятелни романи
- The Beach Club (2000)[1][2][3][5]
- Nantucket Nights (2002)
- Summer People (2003)
- The Blue Bistro (2005)
- The Love Season (2006)
- Barefoot (2007)
- The Island (2010)
- Silver Girl (2011)
- Summerland (2012)
- Beautiful Day (2012)
С обич, М., изд.: ИК „ЕРА“, София (2013), прев. Весела Прошкова
- The Matchmaker (2012)
- The Rumor (2015)
Опасни слухове, изд.: „Сиела“, София (2020), прев. Надя Баева
- Here's to Us (2016)
- The Identicals (2017)
- Summer of '69 (2019)
- Golden Girl (2021)
Златното момиче, изд.: „Сиела“, София (2022), прев. Надя Баева
- The Hotel Nantucket (2022)
- The Five-Star Weekend (2023)

### Серия „Нантъкет“ (Nantucket)
1. A Summer Affair (2008)[1][3]
2. The Castaways (2009)
3. The Perfect Couple (2018)
Перфектната двойка, изд.: „Сиела“, София (2019), прев. Надя Баева

### Серия „Зима“ (Winter)
1. Winter Street (2012)[1][2]
Зимна улица, изд.: „Сиела“, София (2022), прев. Надя Баева
2. Winter Stroll (2015) – издаден и като Christmas on Nantucket
3. Winter Storms (2016)
4. Winter Solstice (2017)

### Серия „Рай“ (Paradise)
1. Winter in Paradise (2018)[1][2]
Зима в рая, изд.: „Сиела“, София (2019), прев. Надя Баева
2. What Happens in Paradise (2019)
Каквото се случи в рая, изд.: „Сиела“, София (2020), прев. Надя Баева
3. Troubles in Paradise (2020)
Беди в рая, изд.: „Сиела“, София (2021), прев. Надя Баева

### Серия „28 лета“ (28 Summers)
1. 28 Summers (2020)[1][2]
2. The Sixth Wedding (2021)

### Новели
- The Surfing Lesson (2013)[1][3]
- The Tailgate (2014)